# Megisba malaya
Megisba malaya is een vlinder uit de familie van de Lycaenidae. De wetenschappelijke naam van de soort is voor het eerst geldig gepubliceerd in 1828 door Horsfield.